# Bogdan Szuluk
Bogdan Szuluk (ur. 29 lipca 1945 w Bieżuniu, zm. 27 lipca 2014 w Toruniu) – polski żużlowiec.
Sport żużlowy uprawiał w latach 1964–1974, przez całą karierę reprezentując barwy klubu Stal Toruń.
Dwukrotny finalista młodzieżowych indywidualnych mistrzostw Polski (Bydgoszcz 1967 – brązowy medal, Leszno 1968 – XI miejsce). Finalista indywidualnych mistrzostw Polski (Bydgoszcz 1972 – V miejsce). Dwukrotny finalista turniejów o "Srebrny Kask" (1966 – XI miejsce, 1967 – brązowy medal). Zdobywca VI miejsca w memoriale Zbigniewa Raniszewskiego (Bydgoszcz 1967).